# Alexandra Leitão
Alexandra Ludomila Ribeiro Fernandes Leitão (ur. 8 kwietnia 1973 w Lizbonie) – portugalska polityk, prawniczka i urzędniczka państwowa, w latach 2015–2019 sekretarz stanu w resorcie edukacji, od 2019 do 2022 minister ds. modernizacji kraju i administracji.

## Życiorys
Ukończyła studia prawnicze na Uniwersytecie Lizbońskim (1995). Na tej samej uczelni uzyskiwała magisterium (2001) i doktorat (2011) w zakresie nauk prawnych i politycznych. Zawodowo związana z Uniwersytetem Lizbońskim jako nauczyciel akademicki, od 2011 na stanowisku profesorskim.
Od 1991 działaczka socjalistycznej młodzieżówki, w 1995 wstąpiła do Partii Socjalistycznej. Od 1997 do 1999 była zastępczynią szefa gabinetu sekretarza stanu ds. prezydium rządu. W latach 1999–2011 pracowała w CEJUR, rządowym centrum prawniczym. W latach 2009–2011 pełniła funkcję zastępczyni dyrektora tej instytucji. Od 2011 do 2015 zasiadała w radzie doradczej przy prokuratorze generalnym.
W listopadzie 2015 nominowana na funkcję sekretarza stanu w resorcie edukacji. W 2019, 2022 i 2024 z ramienia Partii Socjalistycznej uzyskiwała mandat posłanki do Zgromadzenia Republiki.
W październiku 2019 powołana na ministra do spraw modernizacji kraju i administracji w drugim gabinecie Antónia Costy. Funkcję tę pełniła do marca 2022.